# Nick George (basketball)
Pour les articles homonymes, voir Nick George et George.
Nick George, né le 25 novembre 1982 à Manchester, est un joueur de basket-ball professionnel anglais.

## Biographie
Le 8 décembre 2008, Gravelines Dunkerque annonce sur son site internet la résiliation du contrat de Nick George, d'un commun accord. Le joueur avait déjà fait part de ses volontés auparavant. Le lendemain, il s'engage au Casale Monferrato.

## Clubs

### Université
- 2002-2006 :  Mountaineers de West Virginia (NCAA 1)

### Professionnel
- 2007 :  Trévise (LegA)
- 2008 :  Alicante (LEB Oro)
- 2008 :  Gravelines Dunkerque (Pro A)
- 2008- :  Casale Monferrato (Legadue)